# Filip Schenk
Filip Schenk (* 1. února 2000, Santa Cristina Valgardena, Autonomní provincie Bolzano) je italský reprezentant ve sportovním lezení, juniorský mistr světa a Evropy v boulderingu, v Evropě také v obtížnost.

## Výkony a ocenění
- 2015: juniorský mistr světa
- 2016: juniorský mistr Evropy
- 2017: juniorský mistr světa a Evropy, vítěz Evropského poháru juniorů
- 2018: 4. místo ve finále na letních olympijských hrách mládeže, juniorský mistr Evropy
- 2019: účast na EP, konal se jen jeden závod

### Závodní výsledky
| Světový pohár | Světový pohár | Světový pohár | Světový pohár | Světový pohár |
| Rok           | 2016          | 2017          | 2018          | 2019          |
| ------------- | ------------- | ------------- | ------------- | ------------- |
| Obtížnost     | 0             | 58-59         | 0             | 0             |
| jednotlivě*   | ,40,          | ,22,          | ,44,31,37,    | ,38,          |
|               |               |               |               |               |
| Rychlost      | —             | 0             | 0             |               |
| jednotlivě*   | —             | ,48,          | ,48,37,51,    |               |
|               |               |               |               |               |
| Bouldering    | 0             | 0             | 0             | —             |
| jednotlivě*   | ,49,          | ,53,81,       | ,97,73,       | —             |
|               |               |               |               |               |
| Kombinace     | —             | 147-154*      | 0             |               |

* pozn.: nalevo jsou poslední závody v roce;
v roce 2017 se počítala kombinace i za jeden výsledek
| Mistrovství Evropy | Mistrovství Evropy |
| Rok                | 2017               |
| ------------------ | ------------------ |
| Obtížnost          | 15                 |
| Bouldering         | 53-55              |

| Letní olympijské hry mládeže | Letní olympijské hry mládeže |
| Rok                          | 2018                         |
| ---------------------------- | ---------------------------- |
| Kombinace                    | 4                            |

| Mistrovství světa juniorů | Mistrovství světa juniorů | Mistrovství světa juniorů | Mistrovství světa juniorů | Mistrovství světa juniorů |
| Rok                       | 2015 kat. B               | 2016 kat. A               | 2017 kat. A               | 2018 junioři              |
| ------------------------- | ------------------------- | ------------------------- | ------------------------- | ------------------------- |
| Obtížnost                 | 5                         | 8                         | 4                         | 6                         |
| Rychlost                  | —                         | —                         | 43                        | —                         |
| Bouldering                | 1                         | 5                         | 1                         | 7                         |
| Kombinace*                | —                         | —                         | 2                         | —                         |

* v roce 2017 se na MSJ lezlo ještě navíc finále v kombinaci podle olympijského formátu (pořadí třech disciplín se násobilo)
| Mistrovství Evropy juniorů | Mistrovství Evropy juniorů | Mistrovství Evropy juniorů | Mistrovství Evropy juniorů | Mistrovství Evropy juniorů | Mistrovství Evropy juniorů |
| Rok                        | 2014 kat. B                | 2015 kat. B                | 2016 kat. A                | 2017 kat. A                | 2018 junioři               |
| -------------------------- | -------------------------- | -------------------------- | -------------------------- | -------------------------- | -------------------------- |
| Obtížnost                  | —                          | 6                          | 5                          | 1                          | 11                         |
| Bouldering                 | 20                         | 2                          | 1                          | 9                          | 1                          |

| Evropský pohár juniorů | Evropský pohár juniorů | Evropský pohár juniorů | Evropský pohár juniorů | Evropský pohár juniorů | Evropský pohár juniorů | Evropský pohár juniorů |
| Rok                    | 2014 kat. B            | 2015 kat. B            | 2016 kat. A            | 2017 kat. A            | 2018 junioři           | 2019 junioři           |
| ---------------------- | ---------------------- | ---------------------- | ---------------------- | ---------------------- | ---------------------- | ---------------------- |
| Obtížnost              | 10                     | 3                      | 2                      | 1                      | 9                      | —                      |
| jednotlivě* (5/2/1)    | -,6                    | ,6,,4                  | 5,                     | ,-,,                   | -,-,,-                 | —                      |
|                        |                        |                        |                        |                        |                        |                        |
| Bouldering             | 3                      | 3                      | 5                      | 6                      | 10                     | 22                     |
| jednotlivě* (3/2/2)    | 20,,                   | ,                      | ,4,6,6,-               | 9,,5,-,6               | -,-,-                  | ,,-,8,-                |

* pozn.: nalevo jsou poslední závody v roce